# Los Alcarrizos
Los Alcarrizos är en kommun och ort i södra Dominikanska republiken, och ligger i provinsen Santo Domingo. Den är belägen strax nordväst om landets huvudstad Santo Domingo. Kommunen har cirka 273 000 invånare. Vid folkräkningen 2010 bodde 186 818 invånare i centralorten.